# El sulfato atómico
El Sulfato Atomico (français : L'Atomique insecticide) est une bande dessinée espagnole illustrée par Francisco Ibáñez, et premier volume de la série, appartenant à la franchise Mortadel et Filémon.

## Synopsis
Mortadel et Filémon sont convoqués par le super-surintendant (ou Super) pour les mettre au courant d'un terrible drame : le professeur Bacterio a mis au point un insecticide censé être redoutable mais malheureusement fait grandir tous les animaux nuisibles à une taille gigantesque. Le problème est qu'un flacon de cet insecticide a été volé par les agents d'un pays gouverné par un tyran souhaitant dominer le monde.
N'emportant que pour bagages un pulvérisateur d'insecticide; les deux agents ont pour missions de franchir la frontière ; voyager incognito dans le pays jusqu'au palais du dictateur situé dans la capitale, reprendre le flacon et fuir poursuivi par l'armée entière de Tirania.

## Éditions
Après sa publication en série le 27 janvier 1969 dans la revue espagnole Gran Pulgarcito, à raison de 2 ou 4 pages par numéro, elle est compilée comme suit :
- Dans le volume no 1 de Ases del Humor, dès cette année[2]
- Dans la bande dessinée no 139 de la première édition de la collection Olé intitulé Mortadelo y Filemón : Al rico disparate en 1977.
- Dans le volume 1 des Magos del Humor[3].
- Dans l'album no 100 de la quatrième édition de la collection Olé, la troisième par les Ediciones B en 1995[4].
- Dans le volume no 21 de Súper Humor des Ediciones B, avec Safari callejero, Chapeau el « esmirriau », El plano de Alí-gusa-no et La caja de diez cerrojos[5].

## Caractéristiques
Cette bande dessinée, ainsi que Valor y... ¡al toro !, sont appréciées comme les meilleures de Mortadel et Filémon.
Sa longueur et le soin de son scénario et de ses dessins la rapprochent parfois des bandes dessinées franco-belges les plus classiques comme l'album de Tintin, l'affaire Tournesol et, surtout, QRN sur Bretzelburg de Spirou et Fantasio. En effet, Ibáñez a voulu donner un air beaucoup plus réaliste à l'œuvre, en se basant sur le style d'autres auteurs européens de l'époque (Franquin de Spirou, Peyo de Benoît Brisefer...) dont il reprend le style et de nombreux objets, personnages secondaires et décors), et dans laquelle, bien que l'humour prime, une petite importance est toujours donnée au réalisme des personnages, des décors et de la chronologie de l'histoire.
Le scénario est soigneusement structuré, totalement linéaire (alors que d'autres œuvres d'Ibáñez étaient divisées en chapitres, en raison de leur publication hebdomadaire dans des magazines) et a un certain air de film d'espionnage avec un fort air de James Bond ou Mission impossible, car les situations auxquelles sont confrontés les agents sont beaucoup plus sérieuses que dans le reste de ses bandes dessinées, comme lorsque Filémon est capturé par les Tyranniens, ou que Mortadel et Filémon se retrouvent dans le taxi d'un adepte dément de la dictature.

## Adaptations
La bande dessinée est adaptée dans son intégralité dans l'épisode de la série télévisée d'animation homonyme sous le titre Le Sulfate atomique.
En 1998, la société espagnole de jeux vidéo Alcachofa Soft lance une aventure graphique pour ordinateur portant le même nom, en n'en adaptant que certaines parties. C'est un succès commercial qui donne lieu à une série d'aventures développées par Alcachofa et basées sur Mortadel et Filémon au cours des années suivantes, et qui furent supervisées par Francisco Ibáñez lui-même.
Le film réalisé avec des acteurs en chair et en os La grande aventure de Mortadelo et Filemón reprend la bande dessinée dans certains détails : le carrosse déglingué de la compagnie El Avión, l'affiche Visit Tirania et le discours final de Rompetechos.